# Abacus (arkitektur)
 For alternative betydninger, se Abacus. (Se også artikler, som begynder med Abacus)
Abacus (lat., af gr., abax = plade, eller fr., abaque, tailloir, flertal abaci) er inden for antik græsk arkitektur en flad, dækplade af sten placeret oven på et kapitæl, det vil sige øverst på en søjle, som bærer en arkitrav, bue eller overligger.
| Arkitektur | Spire Denne arkitekturartikel er en spire som bør udbygges. Du er velkommen til at hjælpe Wikipedia ved at udvide den. |